# Червонка (Кольський повіт)
Червонка (пол. Czerwonka) — село в Польщі, у гміні Ходув Кольського повіту Великопольського воєводства.
Населення — 54 особи (2011).
У 1975—1998 роках село належало до Конінського воєводства.

## Демографія
Демографічна структура станом на 31 березня 2011 року:
|          | Загалом | Допрацездатний вік | Працездатний вік | Постпрацездатний вік |
| -------- | ------- | ------------------ | ---------------- | -------------------- |
| Чоловіки | 24      | 8                  | 14               | 2                    |
| Жінки    | 30      | 7                  | 16               | 7                    |
| Разом    | 54      | 15                 | 30               | 9                    |